# اسکاتیش ویدوز
اسکاتیش ویدوز (انگلیسی: Scottish Widows) شرکت خدمات مالی اسکاتلندی است، که در سال ۱۸۱۵ تأسیس شد.